# 巒大菝葜
巒大菝葜（学名：Smilax menispermoidea），又名防己葉菝葜，為菝葜科菝葜屬下的一个种。